# Tour albarrane

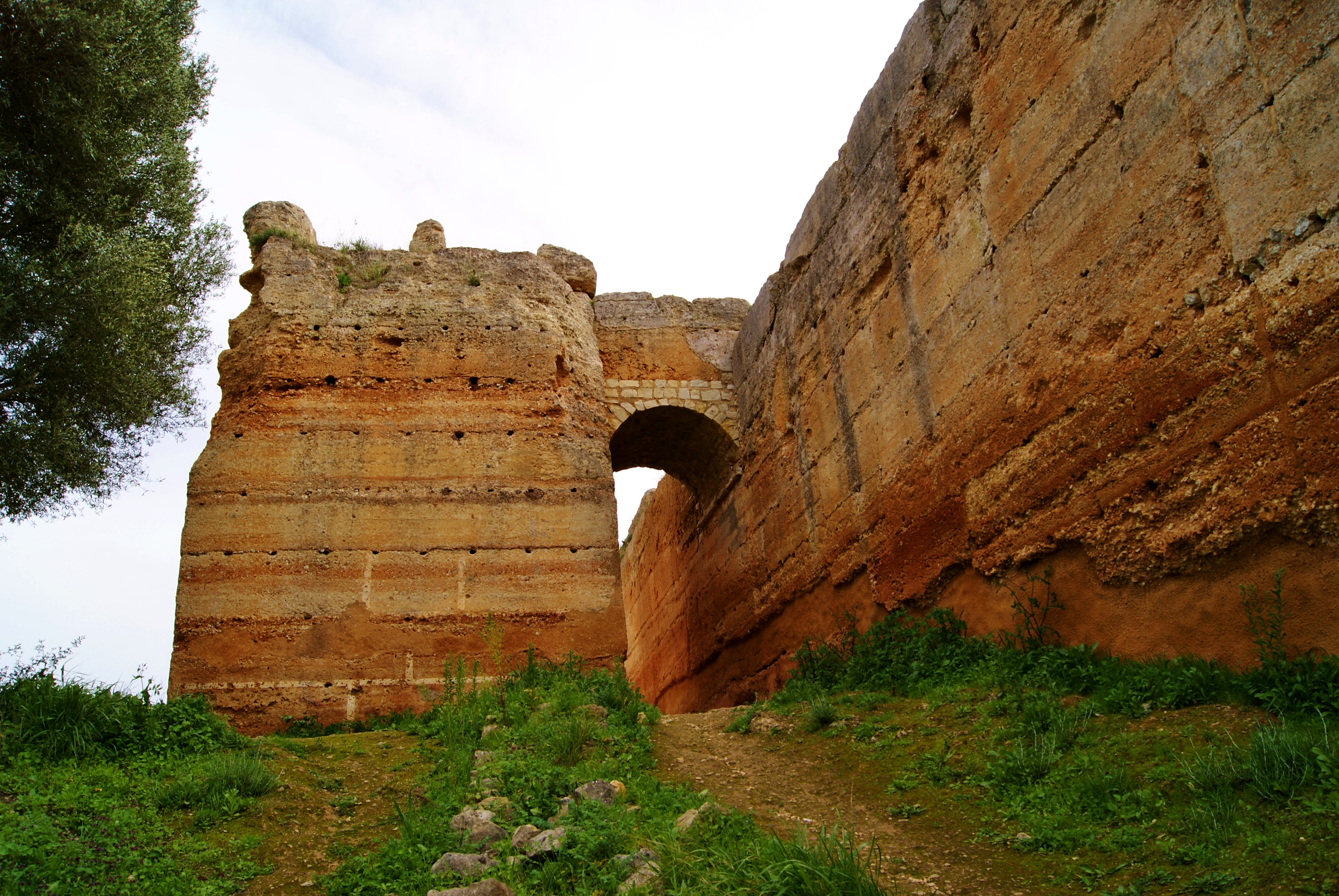
Château de Paderne (Portugal).

Une tour albarrane (de l'arabe barrani, « extérieur ») est un ouvrage défensif constitué par une tour détachée des murs de défense auxquels elle est reliée par un pont ou des arcatures.
La tour constituait une défense avancée par rapport à la muraille. À l'inverse, si la tour tombait aux mains de l'ennemi, le pont ou les arcatures étaient conçus pour être facilement détruits, par exemple avec un sol en bois facilement démontable.
Ces tours ont été construites par les musulmans occupant la péninsule ibérique entre le VIIIe siècle et le XVe siècle, plus particulièrement à partir du XIIe siècle sous la dynastie almohade, et principalement dans le sud de l'Espagne où l'influence islamique a été la plus longue.
Elles ont peu diffusé à l'extérieur de ces deux pays. Les principales tours albarranes sont :
- tour d'Espantaperros à Badajoz. Probablement la première tour albarrane, construite par Abu Yaqub Yusuf en 1170 sur un plan octogonal ;
- Torre del Oro, à Séville ;
- tour de la Malmuerta à Cordoue ;
- ville de Talavera de la Reina dans la province de Tolède qui contient plusieurs restes de tours albarranes ;
- château d'Òdena près de Barcelone ;
- Château de Paderne au Portugal ;
- deux tours albarranes au château de Santa Catalina à Jaén ;
- tour albarrane du château de Loulé au Portugal ;
- un des rares exemples de tour albarrane en dehors de la péninsule ibérique est le château de Pontefract en Angleterre. Aujourd'hui en ruines, deux tours albarranes sont visibles sur les maquettes reconstituant le château[2].

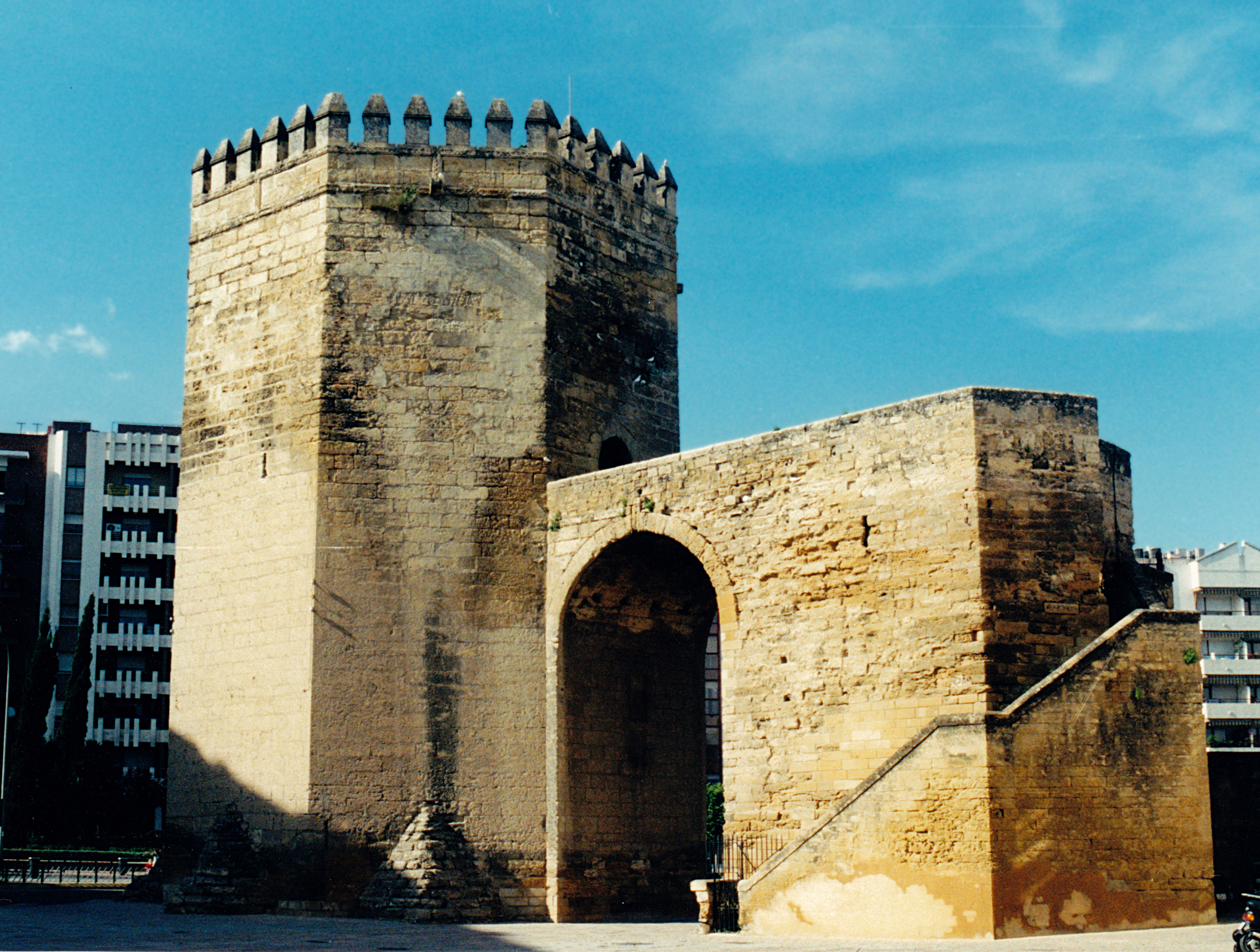
Tour de la Malmuerta à Cordoue (Espagne).
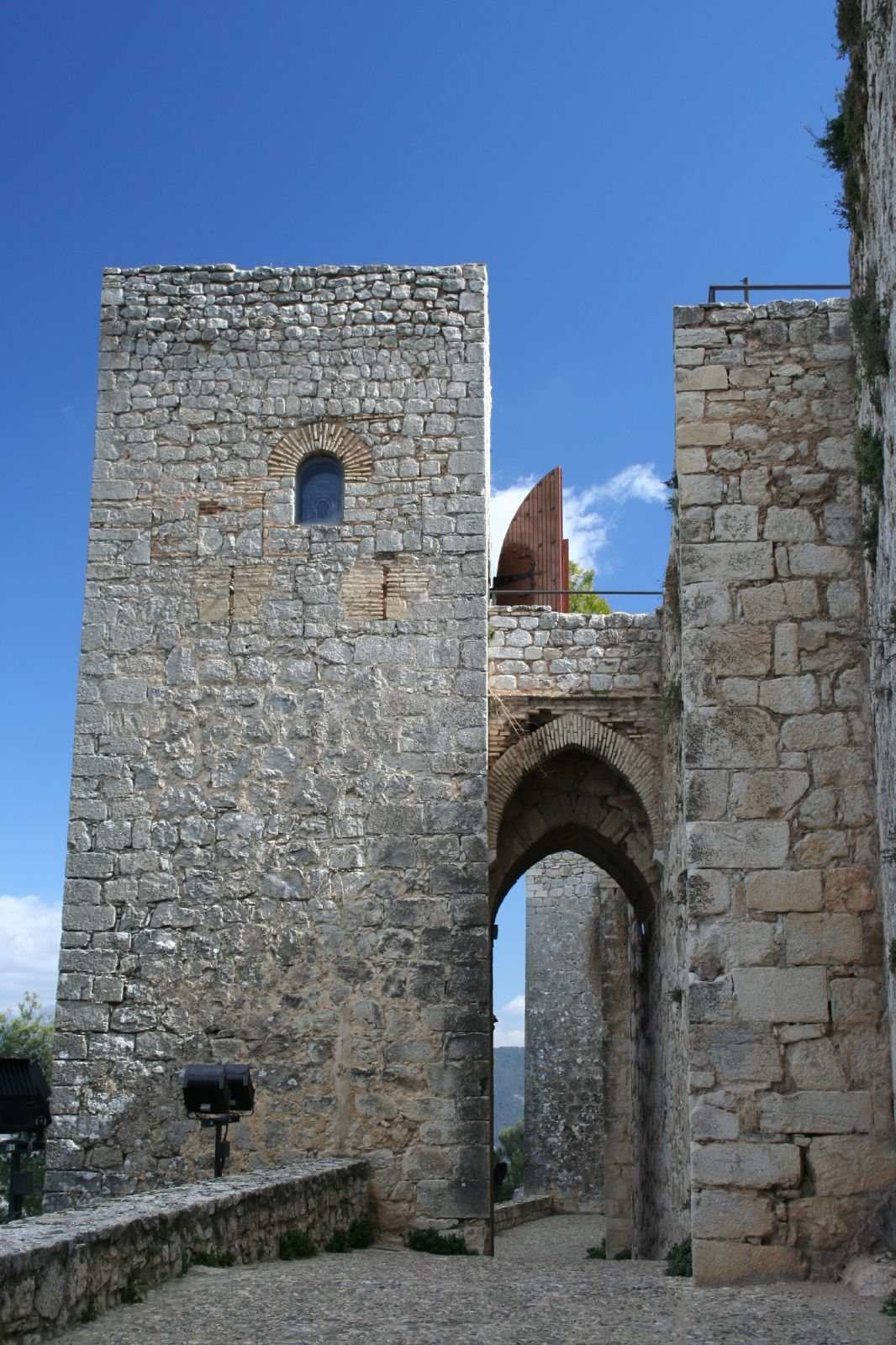
Une des deux tours albarranes du château de Santa Catalina à Jaén.
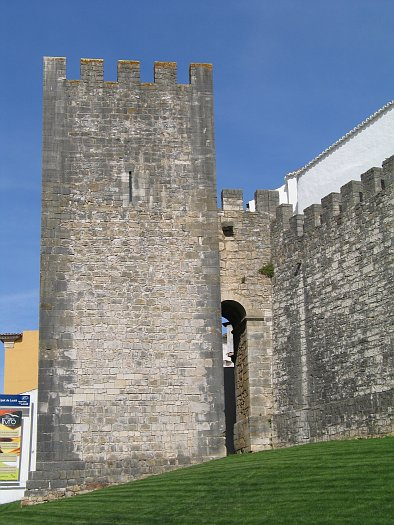
Tour albarrane du château de Loulé (Portugal).
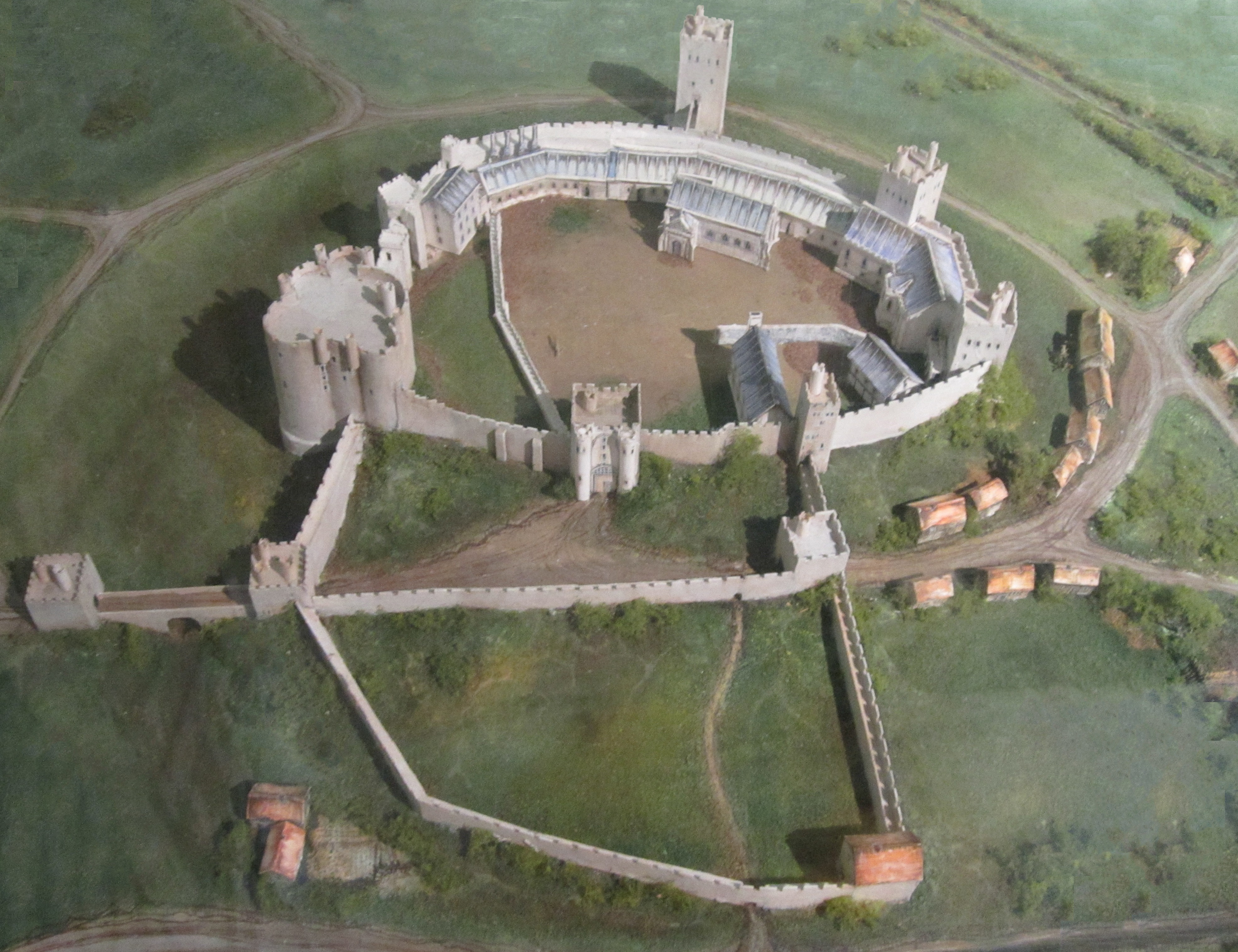
Maquette du château de Ponteefract, Yorkshire.